# Рафал Маркіянович
Ра́фал Маркіяно́вич (пол. Rafał Markijanowicz (Markianowicz), лат. Raphàél Markianowicz; 14 жовтня 1783, Мстислав — 23 грудня 1856, Новий Сонч) — церковний діяч, священник Товариства Ісуса, педагог, провінціал Галицької провінції єзуїтів у 1838—1843.

## Життєпис
Народився 14 жовтня 1783 року в м. Мстислав (Білорусь). Вступив до Товариства Ісуса 10 серпня 1799 року і протягом наступних двох років проходив випробування в Полоцькому новіціяті. У 1801—1802 роках вивчав німецьку мову в Дінабурзькому єзуїтському колегіумі, потім наступні два роки викладав у Вітебську (викладач інфіми та німецької мови) та Мстиславі (викладач граматики, синтаксису та німецької мови).
З 1804 по 1806 рік вивчав філософію в Полоцькому єзуїтському колегіумі. У 1806—1809 роках працював викладачем граматики, синтаксису та німецької мови, а потім — риторики та поетики, алгебри та геометрії в Могилеві та Вітебську.
У 1809 році повернувся до Полоцька, де закінчив курс богослов'я в Полоцькій єзуїтській академії, в 1811 році був висвячений на священника і в 1813—1814 роках працював регентом конвікту та професором французької мови у Вітебську. У 1814—1815 роках — префект шкіл в Орші. З 1815 року о. Маркіянович знову був у Полоцьку, де впродовж року готувався до складення до останніх обітів у домі третьої пробації (склав обіти 2 лютого 1817 року), а потім у 1817—1820 роках обіймав посаду професора фізики та тригонометрії Полоцької єзуїтської академії.
Після вигнання єзуїтів з Російської імперії (1820) виїхав до Австрії, де в березні 1821 року розпочав працю в галицькій провінції Товариства Ісуса. У 1821—1822 роках — професор фізики в Старій Весі. З 1823 року працював у Тернопільському єзуїтському колегіумі, де спочатку обіймав посаду регента конвікту, а в 1828—1836 роках був професором математики.
З 22 травня 1836 року — ректор Тернопільського єзуїтського колегіуму, а з 6 січня 1838 р. — провінціал Галицької провінції Товариства Ісуса (19 листопада 1843 року його замінив інший єзуїт — Якуб Пірлінґ). З кінця 1843 року деякий час був професором Святого Письма та давньоєврейської мови в Новому Сончі. У 1844—1847 роках — священник при конвікті у львівському Collegium Nobilium, а в 1847—1848 роках — професор Святого Письма та математики в Новому Сончі. Після початку «Весни народів» та розпуску Товариства Ісуса він працював домовим капеланом у Навойовій.
Помер 23 грудня 1856 року в Новому Сончі.